# Liste de prisons
Cet article présente une liste de prisons classées par continents et pays, elle signale certaines prisons historiques et anciennes prisons notables.

## Afrique

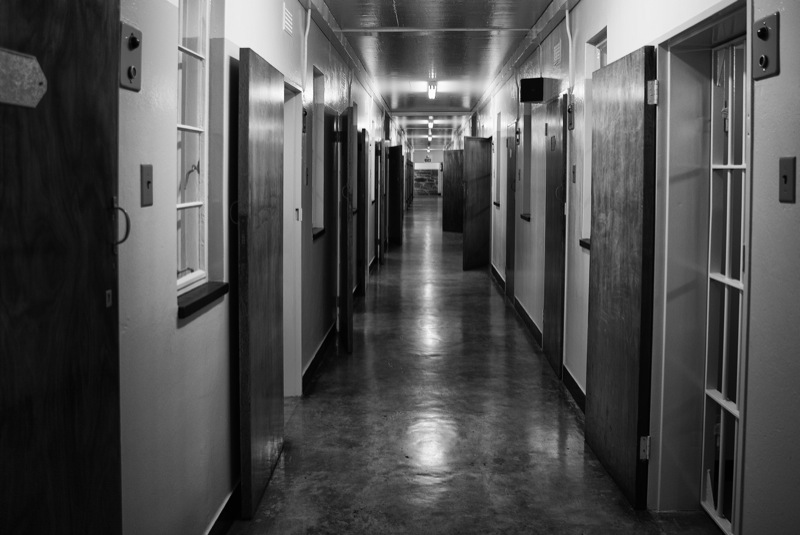
Couloir, ancienne prison de Robben Island (Afrique du Sud)

### Afrique du Sud
- Robben Island, prison historique fermée en 1996.
- Prison de Pollsmoor, Tokai
- Sun City, Naturena

### Algérie
- Prison d'El-Harrach
- Prison de Serkadji, historique ex-prison Barberousse, Alger
- Prison de Berrouaghia, Berrouaghia
- Prison de Aïn Soltane, Bordj Bou Arreridj
- Prison de Koléa, Koléa (Wilaya de Tipaza)

### Bénin
- Maison d'arrêt de Cotonou, Cotonou
- Prison civile d'Akpro-Missérété
- Prison civile de Ségbana

### Cameroun
Prisons centrales 
- Région de l'Adamaoua : Prison centrale de Ngaoundéré
- Centre : Prison centrale de Kondengui à Yaoundé
- Est : Prison centrale de Bertoua
- Extrême-Nord : Prison centrale de Maroua
- Littoral : Prison centrale de New Bell à Douala
- Littoral département du Mungo : Prison centrale de Nkongsamba
- Nord : Prison centrale de Garoua
- Nord-Ouest : Prison centrale de Bamenda
- Ouest : Prison centrale de Bafoussam
- Sud : Prison centrale d'Ebolowa
- Sud-Ouest : prison centrale de Buéa

### République centrafricaine
- Maison d'arrêt centrale de Ngaragba, Bangui

### Côte d'Ivoire
- Pôle pénitentiaire d'Abidjan
- Camp pénal de Bouaké

### Égypte
- Prison de Tora

### Érythrée
- Nakura, Archipel des Dahlak

### Ghana
- Service pénitentiaire du Ghana

### Guinée
- Maison centrale de Conakry

### Guinée équatoriale
- Black Beach, Malabo

### Libye
- Prison d'Abou Salim, Tripoli

### Madagascar
- Prison centrale d'Antanimora

### Malawi
- Zomba Central Prison, Zomba
- Maula Prison, Lilongwe
- Chichiri Prison, Blantyre
- Mzimba Prison, Mzimba

### Mali
- Maison centrale d'arrêt (MCA), Bamako
- Prison de Kayes, Kayes
- Prison de Kati, Kati

### Maroc
- Tazmamart, Atlas (defunct)

### Niger
- Maison centrale de haute sécurité de Koutoukalé

### Soudan
- Prison de Kobar, Khartoum

## Amérique du Nord

### Canada
- Liste des pénitenciers fédéraux
- Liste des prisons provinciales
- Liste des prisons provinciales du Québec

### États-Unis
- Liste des prisons fédérales
- Liste des prisons militaires
- Liste des lieux de détention d'immigrants aux États-Unis (en)
- Liste des prisons d'État aux États-Unis (en)

### Mexique
| Établissement                                | Ville       | Type                 | Nombre de places | Année de mise en service |  |
| -------------------------------------------- | ----------- | -------------------- | ---------------- | ------------------------ |  |
| Centre fédéral de réadaptation numéro 1 (en) | Mexico      | Supermax             |                  | Novembre 1991            |  |
| Prison fédérale d'Islas Marías               | îles Marías | Prison fédérale (en) |                  | 1905                     |  |
| La Mesa Prison (en)                          | Tijuana     | Pénitencier          |                  |                          |  |
| Palacio de Lecumberri (en)                   | Mexico      | Pénitencier          |                  | 1900                     |  |
| Topo Chico (prison) (en)                     | Monterrey   | Pénitencier          | 3,685            | 1943                     |  |

### Salvador
| Établissement                       | Ville          | Type              | Nombre de places | Année de mise en service |
| ----------------------------------- | -------------- | ----------------- | ---------------- | ------------------------ |
| Centre de confinement du terrorisme | Tecoluca       | sécurité maximale | 40 000           | 2 février 2023           |
| Prison de Ciudad Barrios (en)       | Ciudad Barrios |                   | 800              |                          |

## Amérique du Sud

### Bolivie
| Établissement                                       | Ville                   | Type                 |
| --------------------------------------------------- | ----------------------- | -------------------- |
| San Pedro prison (en)                               | La Paz                  | Centre pénitentiaire |
| Palmasola                                           | Santa Cruz de la Sierra | Ville-prison         |
| Centre pénitentiaire pour femmes de Miraflores (en) | La Paz                  | Prison pour femmes   |

### Brésil
- Maison de détention de São Paulo (historique), São Paulo.
- Centro de Readaptação Provisória de Presidente Bernardes, Presidente Bernardes.
- Penitenciária Federal de Catanduvas, Catanduvas.
- Penitenciária Federal de Campo Grande, Campo Grande.
- Presidio of Ahu (en)
- Putim prison (en)
- Taubaté Prison (en)

### Chili
- Chillán Public Prison, Chillán
- Complejo Penitenciario de Valdivia, Valdivia
- El Manzano, Concepción
- Ex Penitenciaría de Santiago, Santiago
- Isla Teja Prison (fermée), Valdivia
- San Miguel Prison, Santiago
- Santiago Public Prison (fermée), Santiago

### Équateur
- Île Isabela, colonie pénitentiaire historique
- Prison 1[1], Quito
- Prison panoptique de Quito
- Litoral Penitentiary (en)

### Guyana
- Prison de New Amsterdam
- Prison de Georgetown

### Guyane
- Bagne de la Guyane française (1795-1953)

### Venezuela
| Établissement                                    | Ville                 | Type              | Nombre de places | Année de mise en service |
| ------------------------------------------------ | --------------------- | ----------------- | ---------------- | ------------------------ |
| Hélicoïde de Caracas                             | Caracas               |                   |                  | 1984                     |
| Yare Prison (en)                                 | San Francisco de Yare |                   |                  |                          |
| Ramo Verde Prison (en)                           | Los Teques            | Sécurité maximale |                  |                          |
| Maracaibo National Prison (Sabaneta Prison) (en) | Maracaibo             |                   | 700              | 1958                     |

## Europe

### Allemagne
- Abbaye d'Ebrach
- Hohenasperg
- Prison de Brandebourg
- Prison de Celle, la plus vieille d'Allemagne.
- Prison de Landsberg (La prison abritera 110 prisonniers condamnés lors des procès de Nuremberg, 1 416 criminels de guerre des procès de Dachau et 18 des procès de Shanghai. En cinq ans et demi, 275 criminels de guerre y seront exécutés sous l'autorité des puissances occupantes[2])
- Prison de Moabit (1846-1957), une prison-modèle de Berlin
- Prison de Stadelheim (une des plus grandes prisons d'Allemagne)
- Prison de Plötzensee
- Prison de Spandau, Berlin (démolie; avait seulement Rudolf Hess comme prisonnier durant ses 11 dernières années)
- Stammheim Prison
- Werl Prison, Werl

### Belgique
- Gevangenis Antwerpen (prison mixte)
- Gevangenis Brugge (prison mixte)
- Gevangenis Hasselt (prison mixte)
- Gevangenis Gent (prison mixte)
- Gevangenis Leuven Centraal
- Gevangenis Leuven Hulp
- Gevangenis Dendermonde
- Gevangenis Mechelen
- Gevangenis Hoogstraten
- Gevangenis Wortel
- Gevangenis Merksplas
- Gevangenis Turnhout
- Gevangenis Oudenaerden
- Gevangenis Ieper
- Gevangenis Ruiselede
- Gevangenis Beveren
- Berkendael Prison
- Prison de Saint-Gilles (prison mixte)
- Prison de Forest
- Prison de Lantin
- Prison de Paive
- Prison d'Andenne
- Prison de Namur
- Prison d'Ittre

### Croatie
Prisons de comté 
- Zagreb
- Gospić
- Pula
- Šibenik
- Osijek
- Rijeka
- Split
- Varaždin
- Bjelovar
- Dubrovnik
- Karlovac
- Požega
- Sisak
- Zadar

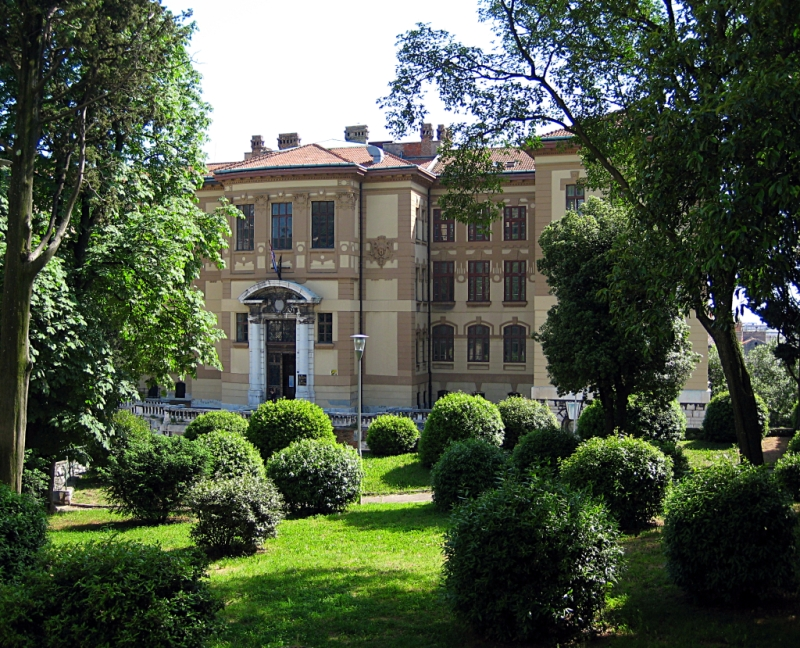
Jardin et prison de Rijeka (vers 1904).

Prisons d’état, pénitenciers et hôpitaux-prisons
- Glina
- Lepoglava, prison de Lepoglava (en)
- Lipovica-Popovača
- Požega
- Turopolja
- Valtura
- Zagreb prison hospital

Anciennes prisons du régime et colonies pénitentiaires
- Goli Otok (hommes)
- Sv. Grgur (defunct) (femmes)

### Danemark
- Copenhagen Prisons
- Vestre Prison
- Blegdamsvejens Prison
- Police Headquarters Prison
- Nytorv Prison
- The Institution of asylum seekers in detention in Sandholm camp
- The Institution of Herstedvester
- Horserød camp
- The State Prison in Jyderup
- The State Prison on Kragskovhede
- The State Prison of Central Jutland
- The State Prison in Møgelkær
- The State Prison in Nyborg
- The State Prison in Renbæk
- The State Prison in Ringe
- The State Prison at Sdr. Omme
- The State Prison at Søbysøgård
- The State Prison in Vridsløselille
- The State Prison of East Jutland

### Espagne

#### Prisons opérationnelles[3]
- A Lama prison, A Lama, province de Pontevedra
- Alhaurín de la Torre prison, Alhaurín de la Torre, province de Malaga
- Albacete prison, Albacete
- Albocàsser prison, Albocàsser, province de Castellón
- Albolote prison, Albolote, province de Grenade
- Alcalá de Guadaira prison, Alcalá de Guadaíra, province de Séville
- Prison d'Alcalá-Meco, Alcalá de Henares, Communauté de Madrid
- Alcázar de San Juan prison, Alcázar de San Juan, province de Ciudad Real
- Alicante prison, AlicanteS
- Alicante II prison, Villena, province d'Alicante
- Almería prison, Almería
- Aranjuez prison, Aranjuez, Communauté de Madrid
- Arrecife de Lanzarote prison, Teguise, province de Las Palmas
- Ávila prison, Brieva, Province d'Ávila
- Badajoz prison, Badajoz
- Bilbao prison, Basauri, Biscay
- Botafuegos prison, Algésiras, province de Cadix
- Bonxe prison, Outeiro de Rei, province de Lugo
- Burgos prison, Burgos
- Cáceres prison, Province de Cáceres
- Can Brians prison, Sant Esteve Sesrovires, province de Barcelone
- Castellón prison, Castellón de la Plana
- Centro Penitenciario de valencia, Picassent, Valence
- Ceuta prison, Ceuta
- Córdoba prison, Cordoue
- Daroca prison, Daroca, province de Saragosse
- El Dueso prison, Dueso, Santoña, Cantabrie
- Girona prison, Gérone
- Estremera prison, Estremera, Communauté de Madrid
- Herrera de la Mancha prison, Manzanares, province de Ciudad Real
- Huelva prison, Huelva
- Ibiza prison, Ibiza, îles Baléares
- Jaén prison, Jaén
- La Moraleja prison, Dueñas, province de Palencia
- Centre pénitentiaire Lledoners, Sant Joan de Vilatorrada, province de Barcelone
- Lleida prison, Lérida
- Las Palmas prison, Las Palmas de Grande Canarie
- Logroño prison, Logroño, La Rioja
- Mansilla de las Mulas prison, Mansilla de las Mulas, province de Léon
- Melilla prison, Melilla
- Monterroso prison, Monterroso, Lugo
- Morón de la Frontera prison, Morón de la Frontera, province de Séville
- Murcia prison, Murcie
- Nanclares de la Oca prison, Langraiz-Oka, Alava
- Navalcarnero prison, Navalcarnero, Communauté de Madrid
- Ocaña prison, Ocaña, province de Tolède
- Palma prison, Palma, îles Baléares
- Pamplona prison, Pampelune, Communauté forale de Navarre
- Pereiro de Aguiar prison, Pereiro de Aguiar, Orense
- Centre pénitentiaire Puig de les Basses, Figueras, province de Gérone
- Puerto prison, El Puerto de Santa María, Cadix
- Quatre Camins prison, la Roca del Vallès, Province de Barcelone
- San Sebastián prison, Saint-Sébastien, Guipuscoa
- Santa Cruz de la Palma prison, Santa Cruz de La Palma, Santa Cruz de Tenerife
- Santa Cruz de Tenerife prison, El Rosario, Santa Cruz de Tenerife
- Segovia prison, Ségovie
- Seville prison, Séville
- Soria prison, Soria
- Prison de Soto del Real, Soto del Real, Communauté de Madrid
- Tarragona prison, Tarragone
- Teixeiro prison, Curtis, La Corogne
- Teruel prison, Teruel
- Topas prison, Topas, Salamanque
- Valdemoro prison, Valdemoro, Communauté de Madrid
- Valladolid prison, Villanubla, Valladolid
- Villabona prison, Llanera
- Zuera prison, Zuera, province de Saragosse
- Wad-Ras prison, Barcelone

#### Anciennes prisons
- Prison de Carabanchel, Madrid

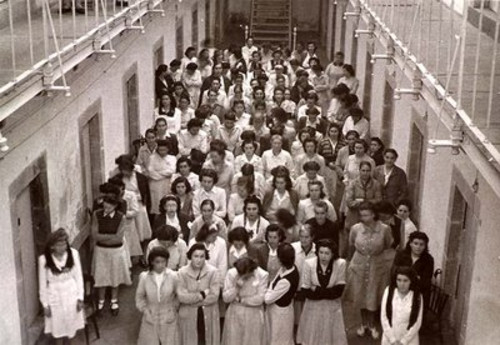
Prison pour femmes de Ventas de Madrid (1941).

- Prison Model de Barcelone, Eixample, Barcelone
- Prison royale, Cadix
- Prison Modelo de Madrid, Madrid
- Prison de Málaga, Malaga
- Prison de Reina Amàlia, Vieille ville de Barcelone, Barcelone
- Prison pour femmes de Les Corts, Barcelone
- Prison centrale de Saturraran (plage de Saturraran), Mutriku, Pays basque
- Prison de Porlier, Madrid
- Prison de La Ranilla, Séville
- Prison de la Trinitat, Barcelone
- Prison pour femmes de Ventas, Madrid

#### Prisons planifiées ou en cours de construction
- Prison de Tàrrega, Tàrrega, province de Lérida
- Prison d'El Catllar, El Catllar, province de Tarragone
- Prison de la Zona Franca, Zone franche de Barcelone, Barcelone (2026)[4]

### Estonie
- Ämari Prison, Ämari (fermée en 2007)
- Harju Gate, Tallinn (historique, démolie)
- Harku Prison, Harku (pour les femmes ; fondée dans les années 1920)
- Camp de concentration de Jägala, Jägala (1942–1943, pendant l'occupation allemande)
- Camp de concentration de Klooga , Klooga (1943–1944, pendant l'occupation allemande)
- Lasnamäe Prison, Tallinn (XIXe siècle)
- Maardu Prison, Maardu (fermée)
- Murru Prison, Rummu (maximum; fondée en 1938)
- Pagari street, Tallinn (1941, 1944–1991, pendant l'occupation soviétique)
- Pärnu Prison, Pärnu (fermée)
- Patarei Prison (Tallinn Central Prison), Tallinn (fermée, devenue un musée)
- Tallinn Prison, Tallinn (maximum; fondée en 1919)
- Tartu Prison, Tartu (maximum; fondée en 2000)
- Castrum Danorum, Tallinn (au début du XXe siècle)
- Camp de concentration de Vaivara, Vaivara (1943–1944, pendant l'occupation allemande)
- Viljandi Prison, Viljandi (fermée en 2008)
- Viru Prison, Jõhvi (maximum; fondée en 2006)
- Võru Prison, Võru (fermée)

### Finlande
Les prisons les plus connues (surtout du XIXe siècle ou plus vieux):
- Ancienne prison régionale d’Helsinki  ou Prison de Katajanokka , aussi nommée "Nokka" ou "Skatta" (1749–2002)
- Prison d'Helsinki (Sörnäinen prison), aussi nommée "Sörkka", Helsinki
- Ancienne Kakola (Prison), Turku (1853–2007)
- Hämeenlinna Prison, Hämeenlinna (situé dans le Château du Häme jusqu'en 1953)
- Oulu Prison, Oulu
- Sukeva Prison, Sonkajärvi
- Konnunsuo Prison, Lappeenranta (fermé en 2012)
- Pelso Prison, Vaala

### France
- Bastille, Paris (historique)

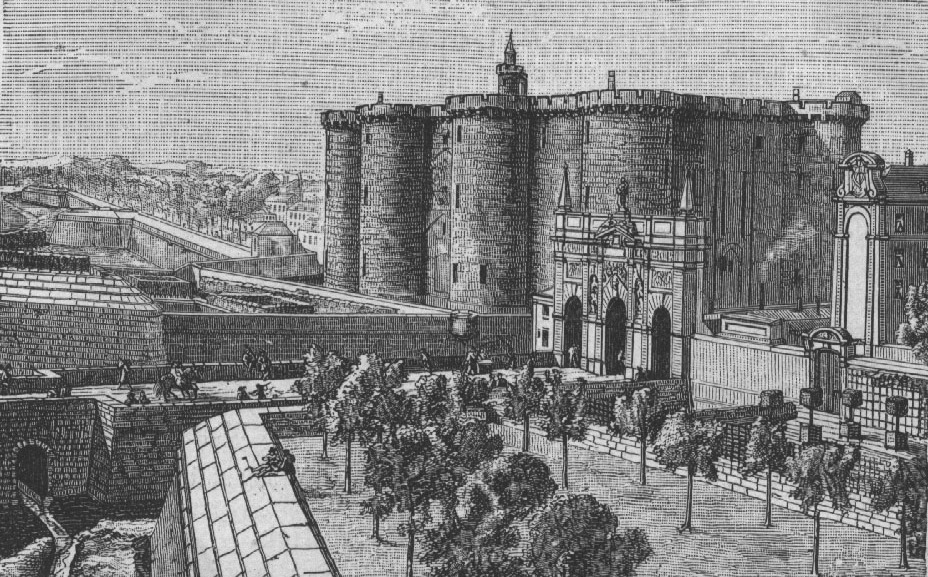
Ancienne prison de la Bastille (Paris)

- Château d'If, Marseille (historique)
- Bagne de Toulon (historique)

### Grèce
- Prison de Korydallós, Korydallós
- Ioannia Prison, Ioannina
- Komotini Prison, Komotiní
- Cornith Prison, Cornith
- Prison de Thessalonique, Thessalonique
- Prison de Larissa, Larissa
- Prison de Nauplie, Nauplie
- Prison de Neapoli, Neapolis
- Tripoli Prison, Tripoli
- Chania Prison, La Canée
- Chios Prison, Chios
- Kos Prison, Kos
- Amfissa Preventorium For Prisoners, Amphissa

### Hongrie
- Állampusztai Országos Büntetés-végrehajtási Intézet, Állampuszta
- Balassagyarmati Fegyház és Börtön, Balassagyarmat
- Budapesti Fegyház és Börtön, Budapest
- Fiatalkorúak Büntetés-végrehajtási Intézete, Tököl, Szirmabesenyő, Kecskemét
- Kalocsai Börtön, Kalocsa
- Márianosztrai Fegyház és Börtön, Márianosztra
- Nagyfai Országos Büntetés-végrehajtási Intézet, Algyő-nagyfa
- Pálhalmai Országos Büntetés-végrehajtási Intézet, Dunaújváros-pálhalma
- Sátoraljaújhelyi Fegyház és Börtön, Sátoraljaújhely
- Sopronkőhidai Fegyház és Börtön, Sopronkőhida
- Szegedi Fegyház és Börtön, Szeged Csillagbörtön / Star Prison
- Tiszalöki Országos Büntetés-végrehajtási Intézet, Tiszalök
- Váci Fegyház és Börtön, Vác

### Irlande
- Arbour Hill Prison, Dublin
- Castlerea Prison, Castlerea, Roscommon
- Cloverhill Prison, Dublin
- Cork Prison, Cork
- Dóchas Centre, Mountjoy Campus, Dublin
- Prison de Kilmainham (fermée)
- Limerick Prison, Limerick
- Loughan House, Cavan
- Midlands Prison, comté de Laois
- Prison de Mountjoy, Mountjoy Campus, Dublin
- Newgate Prison, Dublin (fermée)
- Portlaoise Prison, Portlaoise, comté de Laois
- Richmond General Penitentiary, Grangegorman, Dublin 7 (fermée)
- St. Patrick's Institution, Mountjoy Campus, Dublin
- Training Unit, Mountjoy Campus, Dublin7
- Wheatfield Prison, Dublin

### Islande
| Nom                        | Municipalité   | Fondation | Capacité | Niveau de sécurité | Notes |
| -------------------------- | -------------- | --------- | -------- | ------------------ | --- |
| Hegningarhúsið             | Reykjavik      | 1874      | 16       | Moyen              | Utilisé pour des rétentions courtes et pour des prisonniers en attente de transfert. |
| Prison de Litla-Hraun      | Eyrarbakki     | 1929      | 45       | Élevé              | Utilisé pour les prisonniers condamnés à des peines longues, en particulier ceux ayant des antécédents de violence. |
| Fangelsið Kvíabryggju      | Grundarfjörður | 1954      | 22       | Prison ouverte     | Utilisé pour des prisonniers avec une peine résiduelle de moins de 2 ans. Les détenus sont censés soit travailler soit être en formation, et être relativement autonomes.                                                                                    |
| Fangelsið Akureyri         | Akureyri       | 1978      | 10       | Bas                | Utilisé pour des prisonniers avec une peine résiduelle d'un an ou moins. Les détenus sont censés soit travailler soit être en formation, et être relativement autonomes.                                                                                     |
| Fangelsið Kópavogsbraut 17 | Kópavogur      | 1989      | 12       | Moyen              | Toutes les femmes détenues effectuent leur peine à Kópavogur, les rétentions courtes peuvent être effectuées ailleurs. Compte tenu du faible nombre de femmes, des prisonniers hommes avec des courtes peines et sans précédent violent sont aussi acceptés. |
| Fangelsið Bitru            | Selfoss        | 2010      | 16       | Prison ouverte     | Les détenus sont censés soit travailler soit être en formation, et être relativement autonomes. |

### Italie
- Asinara prison, Sassari
- Regina Coeli (plus grande prison de Rome)
- Rebbibia, Rome
- Forte Boccea, Rome
- Ucciardone, Palerme
- San Vittore, Milan
- Giudecca, Venise
- Sollicciano, Florence
- Lorusso Cotugno, Turin
- Uta, Cagliari

### Malte
- Corradino Correctional Centre, Paola

### 

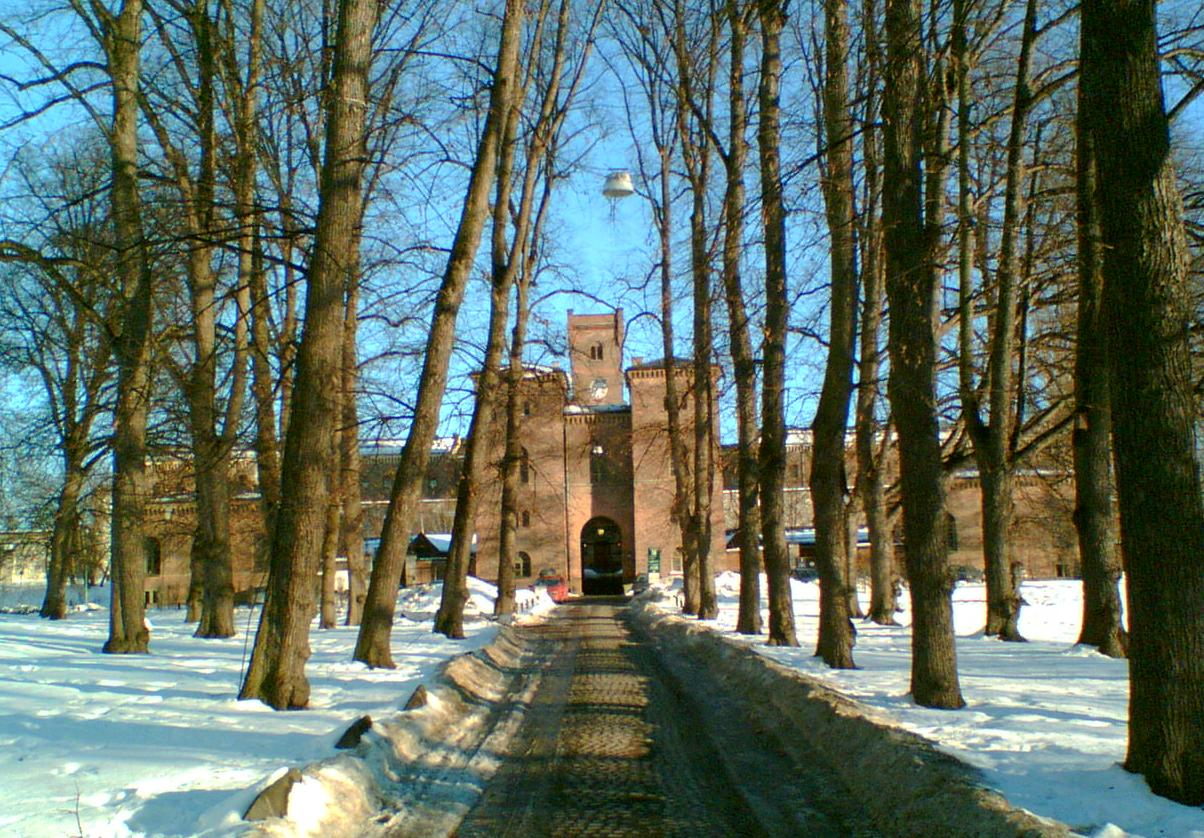
Oslo Prison (vers 1851).

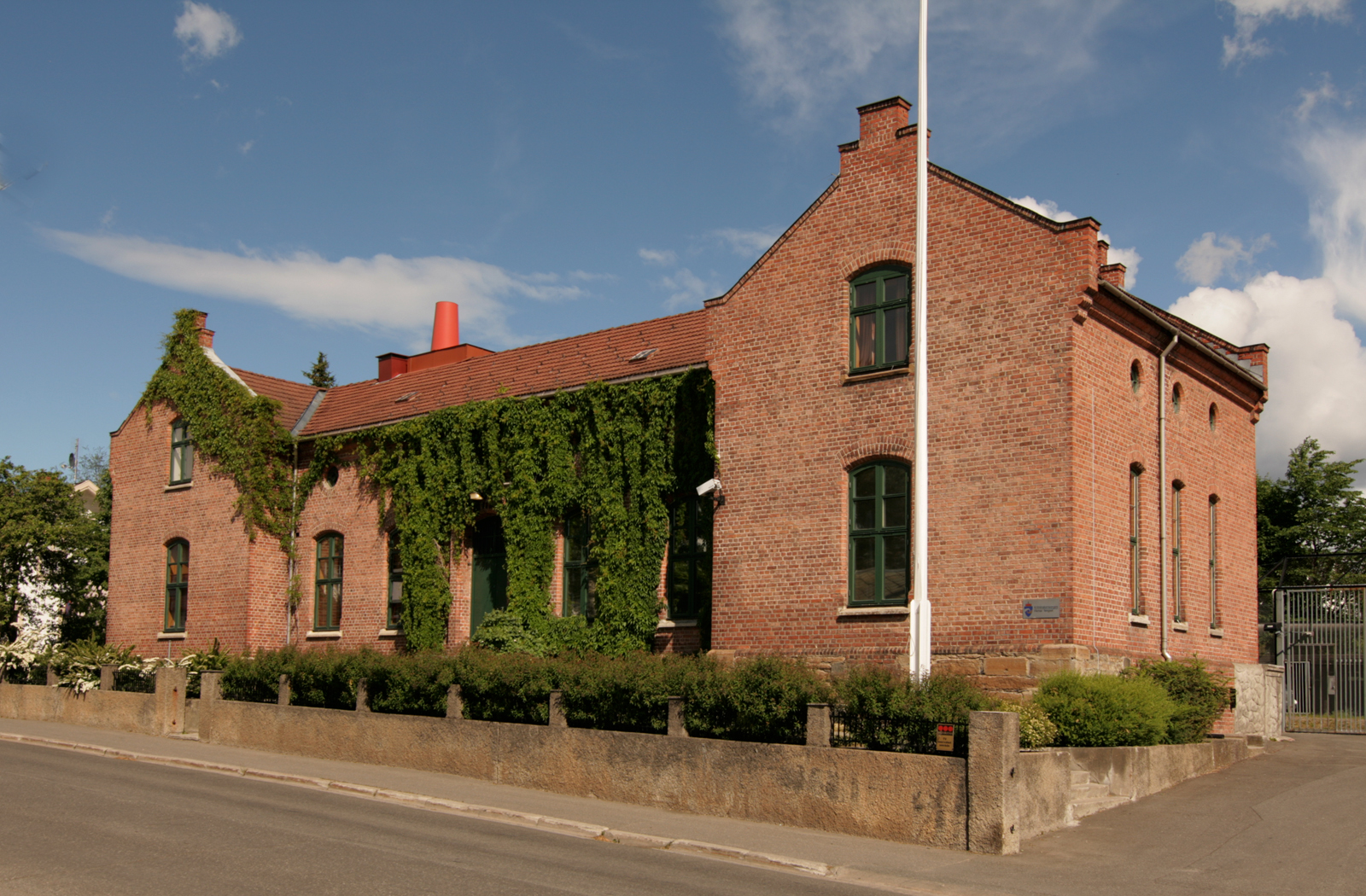
Hamar Prison (vers 1864).

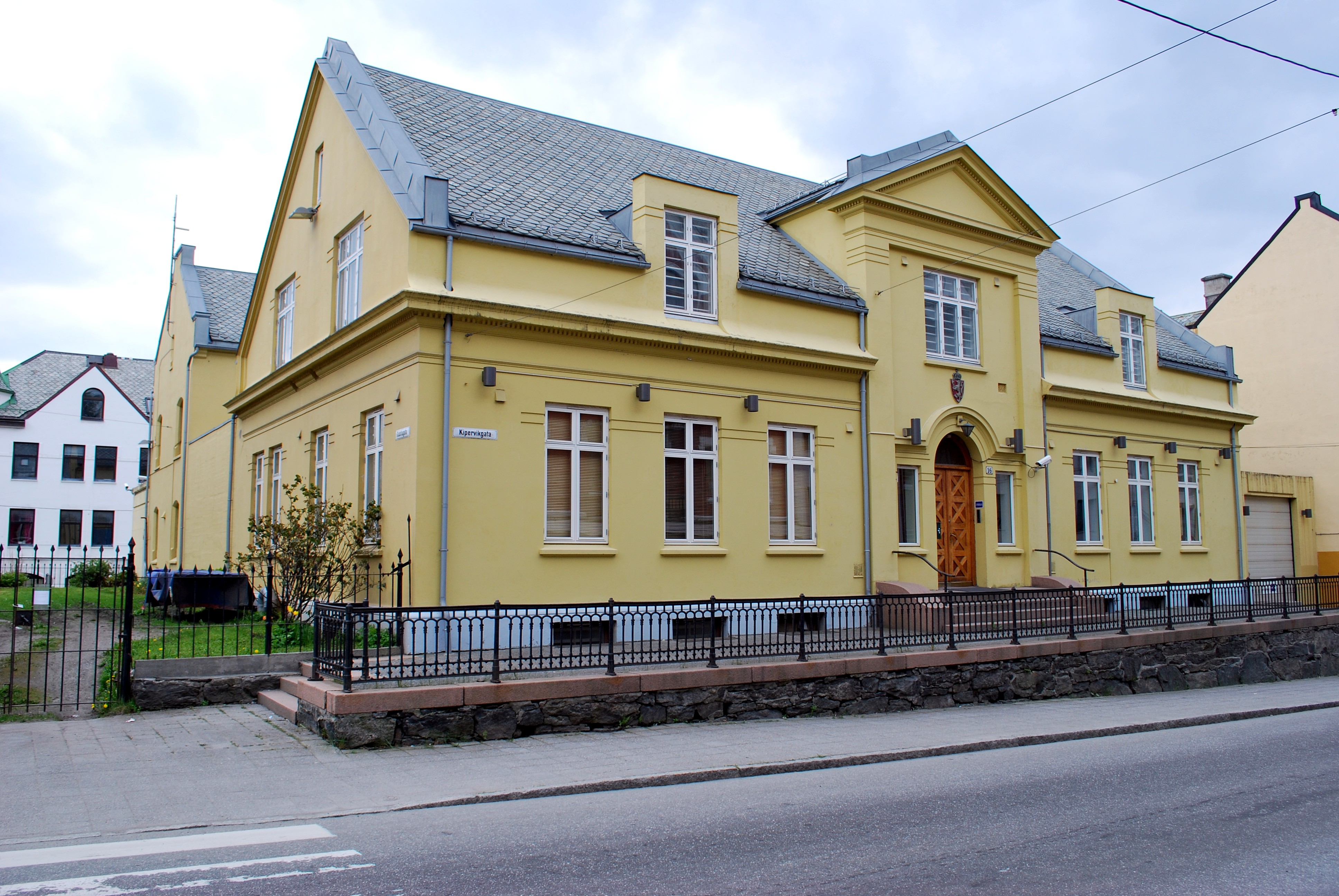
Ålesund Prison (vers 1864-1906)

### Norvège
- Arendal Prison
- Prison de Bastøy
- Berg Prison
- Bergen Prison
- Bjørgvin Prison
- Bodø Prison
- Prison de Bredtveit
- Bruvoll Prison
- Drammen Prison
- Fredrikstad Prison
- Gjøvik Prison
- Prison de Halden
- Hamar Prison
- Hassel Prison
- Haugesund Prison
- Hof Prison
- Horten Prison
- Hustad Prison
- Centre pénitentiaire d'Ila
- Ilseng Prison
- Indre Østfold Prison
- Kongsvinger Prison
- Kragerø Prison
- Kristiansand Prison
- Larvik Prison
- Mosjøen Prison
- Moss Prison
- Oslo Prison
- Ravneberget Prison
- Ringerike Prison
- Sandefjord Prison
- Sandeid Prison
- Sarpsborg Prison
- Sem Prison
- Skien Prison
- Stavanger Prison
- Tromsø Prison
- Trondheim Prison
- Prison Ullersmo
- Vadsø Prison
- Verdal Prison
- Vestre Slidre Prison
- Vik Prison
- Ålesund Prison
- Åna Prison

### Pays-Bas
- Bijlmerbajes, Amsterdam
- Koepelgevangenis, Arnhem
- Koepelgevangenis, Breda
- Koepelgevangenis, Haarlem
- Nieuw Vossenveld, Vught
- Veenhuizen

### Roumanie
- Prison d'Aiud, Aiud
- Prison de Botosani, Botoșani
- Prison de Gherla, Gherla
- Prison de Doftana,

### Russie

#### Prisons de détention provisoire
- Boutyrka, Moscou
- Établissement pénitentiaire IZ-99/1 du Service fédéral de l’application des peines de Russie, Moscou
- Prison Kresty, Saint-Pétersbourg

#### Prisons duKGB
- Loubianka, Moscou
- Lefortovo Prison, Moscou
- Bolshoy Dom, Saint-Pétersbourg

#### Prisons de sécurité maximale
- Pyatak Prison, Ognenny Ostrov
- Prison de Vladimir, Vladimir
- Samara Penitentary, Samara
- Black Dolphin Prison, Sol-Iletsk
- White Swan (prison), Solikamsk
- Black Eagle Prison, Ivdel
- Colonie pénitentiaire n° 18 (« Hibou polaire ») (en), Kharp
- Saransk Prison, Saransk
- Sosnovka Prison, Sosnovka
- Saratov Prison, Saratov
- Petek Island Prison
- Mordovia Prison, Mordovie
- Minusinskaya Prison, Minoussinsk

### Slovaquie
- Ilava Prison, Ilava
- Leopoldov Prison (en), Leopoldov

### Suède
- Prison de Långholmen, Stockholm (fermée, devenue un hôtel et un musée)
- Kumla prison (en), Kumla
- Hall Prison (en), Södertälje

### Suisse
- Établissements de Bellechasse (Fribourg)
- Établissement d'exécution des peines de Bellevue (Neuchâtel)
- Établissement de détention la Promenade (Neuchâtel)
- Établissement fermé Curabilis (Genève)
- Établissement fermé de la Brenaz (Genève)
- Établissement pénitentiaire de Hindelbank (Berne)
- Établissement pénitentiaire de Thorberg (Berne)
- Établissement pénitentiaire de Witzwil (Berne)
- Établissements de la plaine de l'Orbe (Vaud)
- Établissements pénitentiaires de Lenzbourg (Argovie)
- Prison centrale de Fribourg (Fribourg)
- Prison de Champ-Dollon (Genève)
- Prison de la Croisée (Vaud)
- Prison du Bois-Mermet (Vaud)

## Asie

### Chine
- Centre de détention de criminels de guerre de Fushun
- Coloane Prison, Macao ouverte en 1990
- Central Prison, Macao fermée en 1990
- Daqing City Hongweixing Prison, Heilongjiang
- Jieyang Prison, Guangdong
- Ka Ho Prison, Macao ouverte en 2014
- Prison de Qincheng, Pékin
- Prison de Jinzhong, Shanxi
- Prison de Drapchi, plus grande prison du Tibet
- Prison de Lüshun, Liaoning
- Shantou Prison, Guangdong
- Tilanqiao Prison, Shanghai

### Corée du Nord

#### Camp de travail pour les prisonniers politiques
- Centre de détention de Kaechon
- Camp de concentration de Yodok
- Hwasong concentration camp
- Bukchang concentration camp
- Centre de rétention n° 22
- Chongjin concentration camp
- Centre de rétention n° 12 (fermé)

#### Camps de rééducation
- Kyo-hwa-so No. 1 Kaechon
- Kyo-hwa-so No. 3 Sinuiju
- Kyo-hwa-so No. 4 Kangdong
- Kyo-hwa-so No. 8 Yongdam
- Kyo-hwa-so No. 11 Chungsan
- Kyo-hwa-so No. 12 Chongori
- Kyo-hwa-so No. 15 Hamhung
- Kyo-hwa-so No. 22 Oro
- Kyo-hwa-so No. 77 Danchun
- Kyo-hwa-so Hoeryong

### Indonésie
- Nusa Kambangan
- Denpasar Prison, Denpasar

### Iran
- Alamut

### Japon
Sapporo
- Sapporo Prison, Higashi-ku, Sapporo
  - Sapporo Prison Sapporo Branch, Higashi-ku, Sapporo
- Asahikawa Prison, Asahikawa
- Obihiro Prison, Obihiro
  - Obihiro Prison Kushiro Branch, Kushiro
- Prison d'Abashiri, Abashiri
- Tsukigata Prison, Tsukigata
- Hakodate Juvenile Prison, Hakodate

Sendai
- Aomori Prison, Aomori
- Miyagi Prison, Wakabayashi-ku, Sendai
- Prison d'Akita, Akita
- Yamagata Prison, Yamagata
- Fukushima Prison, Fukushima
  - Fukushima Prison Fukushima Branch, Morioka, Iwate
- Morioka Juvenile Prison, Morioka

Tokyo
- Centre de détention de Tokyo
- Mito Prison, Hitachinaka
- Tochigi Prison, Tochigi
- Kurobane Prison, Ōtawara
- Maebashi Prison, Maebashi
- Chiba Prison, Wakaba-ku
- Ichihara Prison, Ichihara
- Prison de Fuchū, Fuchū
- Yokohama Prison, Kōnan-ku
  - Yokohama Prison Yokosuka Branch, Yokosuka
- Niigata Prison, Kōnan-ku
- Kofu Prison, Kōfu
- Nagano Prison, Suzaka
- Shizuoka Prison, Aoi-ku
- Kawagoe Juvenile Prison, Kawagoe
- Matsumoto Juvenile Prison, Matsumoto

Nagoya
- Toyama Prison, Toyama
- Kanazawa Prison, Kanazawa
- Fukui Prison, Fukui
- Gifu Prison, Gifu
- Kasamatsu Prison, Kasamatsu
- Nagoya Prison, Miyoshi
  - Nagoya Prison Toyohashi Branch, Toyohashi
- Mie Prison, Tsu

Osaka
- Shiga Prison, Ōtsu
- Kyoto Prison, Yamashina-ku
- Osaka Prison, Sakai-ku
- Kobe Prison, Akashi
- Kakogawa Prison, Kakogawa
- Wakayama Prison, Wakayama
- Himeji Prison, Himeji
- Nara Juvenile Prison, Nara

Hiroshima
- Tottori Prison, Tottori
- Matsue Prison, Matsue
- Okayama Prison, Kita-ku
- Hiroshima Prison, Naka-ku
  - Hiroshima Prison Onomichi Branch, Onomichi
- Yamaguchi Prison, Yamaguchi
- Iwakuni Prison, Iwakuni

Takamatsu
- Tokuchima Prison, Tokushima
- Takamatsu Prison, Takamatsu
- Matsuyama Prison, Tōon
  - Matsuyama Prison Saijo Branch, Saijō
- Kochi Prison, Kōchi

Fukuoka
- Fukuoka Prison, Umi
- Fumoto Prison, Tosu
- Sasebo Prison, Sasebo
- Nagasaki Prison, Isahaya, Nagasaki
- Kumamoto Prison, Kumamoto
- Oita Prison, Ōita
- Miyazaki Prison, Miyazaki
- Kagoshima Prison, Yūsui
- Okinawa Prison, Nanjō
  - Okinawa Prison Yaeyama Branch, Ishigaki
- Saga Juvenile Prison, Saga

Prison médicale
- Hachioji Medical Prison, Hachiōji
- Okazaki Medical Prison, Okazaki
- Osaka Medical Prison, Sakai-ku
- Kitakyushu Medical Prison, Kokuraminami-ku

Programme de réhabilitation sociale
- Mine Rehabilitation Program Center, Mine
- Kitsuregawa Rehabilitation Program Center, Sakura
- Harima Rehabilitation Program Center, Kakogawa
- Shimane Asahi Rehabilitation Program Center, Hamada

### Pakistan
Sind
- Karachi Central Jail, Karachi
- Hyderabad Jail, Hyderabad
- Sukkar Jail (ancienne), Sukkur
- Sukkar Jail (nouvelle), Sukkur
- Larkana Jail, Larkana
- Khairpur Jail, Khairpur
- Malir Jail, Karachi
- Nawabshah Jail, Nawabshah
- Mirpurkhas Jail, Mirpurkhas
- Sanghar Jail, Sanghar
- Jacobabad Jail, Jacobabad
- Dadu Jail, Dadu
- Badin Jail, Badin
- Shikarpur Jail, Shikarpur
- Nara Jail, Hyderabad
- Women's Jail, Karachi
- Women's Jail, Hyderabad

Pendjab
- Prison centrale de Lahore à Kot Lakhpat ;
- Central Jail Gujranwala
- Central Jail Sahiwal
- District Jail Lahore
- District Jail Sheikhupura
- District Jail Kasur
- District Jail Sialkot
- New Central Jail Multan
- New Central Jail Bahawalpur
- Borstal Institution and Juvenile Jail Bahawalpur
- Central Jail Dera Ghazi Khan
- District Jail Multan
- District Jail Rajanpur
- District Jail Vehari
- Women Jail Multan
- District Jail Rahim Yar Khan
- District Jail Bahawalnagar
- District Jail Muzaffar Garh
- Central Jail Rawalpindi
- District Jail Attock
- District Jail Jhelum
- District Jail Mandi Bahauddin
- District Jail Gujrat
- Sub Jail Chakwal
- Central Jail Faisalabad
- Central Jail Mianwali
- Borstal Institution and Juvenile Jail Faisalabad
- District Jail Faisalabad
- District Jail Jhang
- District Jail Toba Tek Singh
- District Jail Sargodha
- District Jail Shahpur

### Singapour
- Camp de Changi
- Admiralty West Prison
- Portsdown Prison
- Queenstown Remand Prison
- Tampines Prison
- Tanah Merah Prison

### Thaïlande
- Bang Kwang Central Prison, province de Nonthaburi
- Khao Kho District Jail, province de Phetchabun
- Nong Khai Immigration Detention Center, province de Nong Khai

### Vietnam
- Chi Hoa
- Phú Quốc Prison (utilisé durant la guerre du Vietnam, devenue un musée)

## Océanie

### Australie
Territoire de la capitale australienne
- Centre de détention provisoire de Belconnen (en)
- Centre de détention périodique de Symonston (en)
- Complexe pénitentiaire Alexander Maconochie

Nouvelle-Galles du Sud
- Bathurst Correctional Centre
- Berrima Correctional Centre
- Brewarrina (Yetta Dhinnakkal) Centre
- Broken Hill Correctional Centre
- Cessnock Correctional Centre
- Cooma Correctional Centre
- Darlinghurst Gaol (fermée)
- Dillwynia Women's Correctional Centre
- Emu Plains Correctional Centre
- Glen Innes Correctional Centre
- Goulburn Correctional Centre
- Grafton Correctional Centre
- Ivanhoe (Warakirri) Correctional Centre
- John Morony Correctional Complex
- Kirkconnell Correctional Centre
- Lithgow Correctional Centre
- Long Bay Correctional Centre
- Maitland Gaol (fermée)
- Mannus Correctional Centre
- Metropolitan Remand and Reception Centre (MRRC)
- Mid North Coast Correctional Centre (MNCCC)
- Mulawa Correctional Centre
- Oberon Correctional Centre
- Parklea Correctional Centre
- Parramatta Correctional Centre
- Silverwater Correctional Centre
- St Heliers Correctional Centre
- Tamworth Correctional Centre
- Wellington Correctional Centre

Territoire du Nord
- Alice Springs Correctional Centre
- Alice Springs Juvenile Holding Centre
- Darwin Correctional Centre
- Don Dale Juvenile Detention Centre
- Wildman River Wilderness Work Camp
- Fannie Bay Gaol (fermée)

Queensland
- Arthur Gorrie Correctional Centre
- Boggo Road Gaol (fermée)
- Borallon Correctional Centre
- Brisbane Women's Correctional Centre
- Capricornia Correctional Centre
- Darling Downs Correctional Centre
- Lotus Glen Correctional Centre
- Maryborough Correctional Centre
- Numinbah Correctional Centre
- Palen Creek Correctional Centre
- Sir David Longland Correctional Centre
- Southern Queensland Correctional Centre
- Toowoomba Prison
- Townsville Correctional Centre
- Wolston Correctional Centre
- Woodford Correctional Centre

Victoria
- Dame Phyllis Frost Centre
- Fulham Correctional Centre
- HM Prison Ararat
- Old Ararat Gaol (fermée)
- HM Prison Barwon
- HM Prison Beechworth (fermée)
- HM Prison Bendigo (fermée)
- HM Melbourne Assessment Prison
- HM Prison Dhurringile
- HM Prison Fairlea (fermée)
- HM Prison Geelong (fermée)
- HM Prison Langi Kal Kal
- HM Prison Loddon
- HM Prison Morwell River (fermée)
- HM Prison Pentridge (fermée)
- HM Prison Sale (fermée)
- HM Prison Tarrengower
- HM Prison Won Wron (fermeture en attente)
- Old Castlemaine Gaol (fermée)
- Old Wentworth Gaol  (fermée)
- Marngoneet Correctional Centre
- Old Melbourne Gaol (fermée)
- Metropolitan Remand Centre
- Port Phillip Prison
- Turana Youth Training Centre

Australie-Méridionale
- Prison d'Adélaïde (en) (fermée)
- Centre de pré-libération d'Adélaïde (en), Adélaïde
- Centre de détention provisoire d'Adélaïde (en), Adélaïde
- Prison pour femmes d'Adélaïde (en), Adélaïde
- Cadell Training Centre, Morgan
- Prison de Gladstone (en)l (fermée)
- Mobilong Prison, Murray Bridge
- Mount Gambier Prison, Mount Gambier
- Old Mount Gambier Prison  (fermée)
- Port Augusta Prison, Port Augusta
- Port Lincoln Prison, Port Lincoln
- Yatala Labour Prison, Adélaïde

Tasmanie
- Campbell Street Gaol
- Cascades Female Factory
- Hayes Prison Farm
- HM Prison Risdon
- Hobart Remand Centre
- Launceston Remand Centre
- Risdon Women's Prison
- Port Arthur Prison Colony

Australie-Occidentale
- Acacia Prison
- Albany Regional Prison
- Old Albany Gaol (fermée)
- Prison pour femmes de Bandyup
- Boronia Pre-release Centre for Women
- Broome Regional Prison
- Bunbury Regional Prison
- Casuarina Prison
- Eastern Goldfields Prison
- Prison de Fremantle (fermée)
- Old Geraldton Gaol (fermée)
- Greenough Regional Prison
- Hakea Prison
- Karnet Prison Farm
- Pardelup Prison
- Roebourne Regional Prison
- Old Roebourne Gaol (fermée)
- Wooroloo Prison

### New Zealand
| Établissement                                | Ville                                                                | Année de mise en service | Genre  | Type/Sécurité         | Nombre de places | Ref    |
| -------------------------------------------- | -------------------------------------------------------------------- | ------------------------ | ------ | --------------------- | ---------------- | ------ |
| Northland Region Corrections Facility        | Kaikohe 35° 23′ 49″ S, 173° 51′ 29″ E                                | 2005                     | Homme  | Minimum to High       | 628              | [ 5 ]  |
| Auckland Prison                              | Paremoremo, Auckland 36° 45′ 24″ S, 174° 38′ 51″ E                   | 1968                     | Male   | Minimum to Maximum    | 667              | [ 6 ]  |
| Mount Eden Corrections Facility              | Mount Eden, Auckland 36° 52′ 03″ S, 174° 45′ 57″ E                   | 2011                     | Male   | Remand                | 1046             | [ 7 ]  |
| Auckland Region Women's Corrections Facility | Wiri, Auckland 37° 00′ 40″ S, 174° 51′ 01″ E                         | 2006                     | Female | Minimum to Maximum    | 462              | [ 8 ]  |
| Auckland South Corrections Facility          | Wiri, Auckland 37° 00′ 55″ S, 174° 51′ 04″ E                         | 2015                     | Male   | Minimum to High       | 960              | [ 9 ]  |
| Spring Hill Corrections Facility             | Hampton Downs, Waikato 37° 22′ 25″ S, 175° 04′ 53″ E                 | 2007                     | Male   | Minimum to High       | 1002             | [ 10 ] |
| Waikeria Prison                              | south of Te Awamutu, Waikato 38° 05′ 59″ S, 175° 23′ 12″ E           | 1911                     | Male   | Minimum to High       | 778              | [ 11 ] |
| Tongariro/Rangipo Prison                     | near Turangi, Waikato 38° 59′ 33″ S, 175° 50′ 42″ E                  | 1922                     | Male   | Minimum to Low-medium | 540              | [ 12 ] |
| Hawke's Bay Regional Prison                  | south-west of Hastings 39° 39′ 47″ S, 176° 46′ 58″ E                 | 1989                     | Male   | Minimum to High       | 722              | [ 13 ] |
| Whanganui Prison                             | Kaitoke, south of Whanganui 39° 58′ 58″ S, 175° 05′ 41″ E            | 1978                     | Male   | Minimum to Maximum    | 581              | [ 14 ] |
| Manawatu Prison                              | Linton, south-west of Palmerston North 40° 24′ 00″ S, 175° 34′ 14″ E | 1979                     | Male   | Minimum to High       | 290              | [ 15 ] |
| Rimutaka Prison                              | Trentham, Upper Hutt 41° 09′ 18″ S, 175° 02′ 08″ E                   | 1967                     | Male   | Minimum to High       | 1078             | [ 16 ] |
| Arohata Prison                               | Tawa, Wellington 41° 11′ 14″ S, 174° 49′ 35″ E                       | 1944                     | Female | Minimum to High       | 159              | [ 17 ] |
| Christchurch Men's Prison                    | near Templeton, Christchurch 43° 31′ 26″ S, 172° 28′ 02″ E           | 1915                     | Male   | Minimum to High       | 940              | [ 18 ] |
| Christchurch Women's Prison                  | near Templeton, Christchurch 43° 31′ 45″ S, 172° 26′ 51″ E           | 1974                     | Female | Minimum to High       | 134              | [ 18 ] |
| Rolleston Prison                             | near Rolleston, Canterbury 43° 35′ 54″ S, 172° 20′ 46″ E             | 1958                     | Male   | Minimum to Low-medium | 320              | [ 19 ] |
| Otago Corrections Facility                   | north of Milton, Otago 46° 05′ 10″ S, 170° 00′ 32″ E                 | 2007                     | Male   | Minimum to High       | 485              | [ 20 ] |
| Invercargill Prison                          | Invercargill 46° 24′ 16″ S, 168° 20′ 42″ E                           | 1910                     | Male   | Minimum to Low-medium | 172              | [ 21 ] |

| Établissement                                   | Ville                                                        | Année de mise en service | Genre | Type/Sécurité   | Nombre de places | Ref |
| ----------------------------------------------- | ------------------------------------------------------------ | ------------------------ | ----- | --------------- | ---------------- | --- |
| Korowai Manaaki Youth Justice Residence         | Wiri, Auckland 37° 00′ 58″ S, 174° 51′ 12″ E                 |                          | Both  | Youth offenders | 46               | ,   |
| Whakatakapokai Youth Justice Residence          | South Auckland 43° 36′ 16″ S, 172° 20′ 12″ E                 | 2021                     | Both  | Youth offenders | 15               | ,   |
| Te Maioha o Parekarangi Youth Justice Residence | south-west of Rotorua 38° 11′ 36″ S, 176° 13′ 29″ E          | 2010                     | Both  | Youth offenders | 30               | ,   |
| Te Au rere a te Tonga Youth Justice Residence   | Kelvin Grove, Palmerston North 40° 19′ 33″ S, 175° 38′ 08″ E |                          | Homme | Youth offenders | 40               | ,   |
| Te Puna Wai ō Tuhinapo Youth Justice Residence  | near Rolleston, Canterbury 43° 36′ 15″ S, 172° 20′ 21″ E     | 2005                     | Both  | Youth offenders | 40               | ,   |

### Nouvelle-Calédonie
- Bagne de Nouvelle-Calédonie (1864-1924)

## Moyen-Orient

### Arabie saoudite
| Établissement              | Ville         | Type                                            | Nombre de places | Année de mise en service |
| -------------------------- | ------------- | ----------------------------------------------- | ---------------- | ------------------------ |
| Prison d'Al Hayer          | près de Riyad | prison de très haute sécurité                   |                  |                          |
| Prison ʽUlaysha (en)       |               | Détention arbitraire du Mabahith                |                  |                          |
| Prison centrale de Dahaban | Dahaban (en)  | établissement pénitentiaire à sécurité maximale | 7500             | 2015                     |

### Irak
| Établissement                        | Ville       | Type                                    | Année de mise en service |
| ------------------------------------ | ----------- | --------------------------------------- | ------------------------ |
| Prison d'Abou Ghraib                 | Abou Ghraib | Complexe pénitentiaire sécurité maximum | années 1960              |
| Prison des femmes de Kadhimiyya (en) | Bagdad      |                                         |                          |
| Prison centrale de Nassiriya         | An Nasiriya | Sécurité maximum                        | juillet 2008             |

### Iran
| Établissement                       | Ville   | Année de mise en service |
| ----------------------------------- | ------- | ------------------------ |
| Prison d'Evin                       | Téhéran | 1972                     |
| Prison de Towhid                    | Téhéran | 1932                     |
| Prison 59                           | Téhéran |                          |
| Prison d'Evin                       | Téhéran | 1972                     |
| Doleto Prison Sardacht              |         | 1978                     |
| Greater Tehran Central Penitentiary | Téhéran | 2011                     |
| Prison de Ghezel Hesar (en)         | Karadj  |                          |
| Prison de Gohardasht (en)           | Karadj  |                          |
| Heshmatiyeh Prison                  | Téhéran |                          |
| Isfahan Central Prison              | Ispahan |                          |
| Qarchak Prison                      | Varamin | 2010                     |
| Vakilabad Prison                    | Mashhad |                          |

### Israël
- Maasiyahu Prison
- Megiddo prison
- Nitzan Detention Center
- Hadarim Detention Center
- Ktzi'ot Prison
- Ramot Prison
- Magen Prison
- Be'er Sheva Prison
- Eshel Prison
- Prison Four
- Dekel Prison
- Kishon Detention Center
- Shikma Prison
- Maskoveieh
- Ketziot Military Prison/Ktzi'ot Prison
- Prison Six
- Nafha Prison
- Prison pour femmes de Neve Tirtza
- Ayalon Prison
- Ofer Prison
- Giv'on Prison
- Rimonim Prison
- Damun Prison
- Gilbo'a Prison
- Tzalmon Prison
- Hermon Prison
- Shata Prison
- HaSharon Prison
- Ashmoret Prison
- Carmel Prison

### Syrie
- Far'Falastin (branche Palestine)
- Prison de Tadmor, ou prison de Palmyre (détruite)
- Prison centrale de Hassaké
- prison de Mezzeh
- aéroport militaire de Mezzeh
- prison d'Adra
- prison de Saidnaya
- aéroport militaire de Mezzeh
- branche 215
- branche 251, ou branche al-Khatib

### Turquie
| Établissement                         | Ville          | Type                               | Année de mise en service |
| ------------------------------------- | -------------- | ---------------------------------- | ------------------------ |
| Prison de Diyarbakır                  | Diyarbakır     |                                    | 1980                     |
| İmralı prison (en)                    | Mer de Marmara | Prison de haute sécurité           | 2009                     |
| Paşakapısı Prison                     | Üsküdar        | Pour les employés de l'État        | 1928                     |
| Marmara Prison (en)                   | Istanbul       | Prison de haute sécurité           | 2008                     |
| Prison de la forteresse de Sinop (en) | Sinop          |                                    | 1887                     |
| Prison de Bayrampaşa                  | Bayrampaşa     |                                    | 1968                     |
| Metris Prison (en)                    | Istanbul       | Établissement pénitentiaire d'État | 1981                     |

## Autres
- Bangkwang, Province de Nonthaburi, Thaïlande, surnommé de "Big Tiger"
- Camp Boiro, Conakry, Guinée
- Île du Diable, Guyane
- Ezeiza Women's Prison, Buenos Aires, Argentine
- Hanoi Hilton, Hanoï, Viêt Nam, établissement historique pour prisonniers de guerre ;
- İmralı, mer de Marmara, Turquie
- Prison d'Insein, Birmanie
- Playa Negra, Guinée équatoriale
- Robben Island, Afrique du Sud